# Masters de Roma
El Masters de Roma es un torneo oficial de tenis que se disputa anualmente en Roma, Italia. Tiene lugar a finales de abril o principios de mayo, utilizándose canchas de tierra batida al aire libre. A causa de la pandemia por COVID-19, en 2020 se jugó a mediados de septiembre.
El torneo se conocía originalmente con el nombre de Abierto de Italia. Su nombre oficial debido a los patrocinios es torneo Internazionali BNL d'Italia.
Este evento pertenece al circuito ATP Masters 1000 y WTA 1000.

## Historia
El campeonato italiano de tenis se llevó a cabo por primera vez en 1930 en Milán, donde se siguió disputando hasta su traslado al Foro Italico en 1935. Bill Tilden y Lilí Álvarez fueron sus primeros campeones. Entre 1936 y 1949, no hubo competición debido a la Segunda Guerra Mundial y sus consecuencias. El torneo volvió a jugarse en 1950 y en 1969 se dio inicio a la era abierta.
En 1979, la prueba femenina se celebró dos semanas antes que la masculina. El evento femenino se jugó en Perugia desde 1980 hasta 1984 y en Tarento en 1985. No se celebró ningún evento femenino en 1986 y se trasladó nuevamente a Roma en 1987, donde permaneció.
En junio de 2022, la ATP anunció algunos cambios en el calendario ATP para el próximo año. El evento ATP Masters 1000 de Roma, junto con los de Shanghái y Madrid, ahora se disputarían durante dos semanas a partir de 2023, convirtiéndose así en eventos de 12 días al igual que los Masters de Indian Wells y Miami.
El tenista que más veces ha ganado el torneo en la rama masculina es el español Rafael Nadal con 10 victorias. Y en la rama femenina, la estadounidense Chris Evert, con 5, seguida por la argentina Gabriela Sabatini, la española Conchita Martínez y la estadounidense Serena Williams con 4 victorias para cada una; la jugadora española de manera consecutiva.

## Palmarés

### Individual masculino
| Año                       | Campeón                | Subcampeón             | Resultado               |
| ------------------------- | ---------------------- | ---------------------- | ----------------------- |
| 1970                      | Ilie Năstase           | Jan Kodeš              | 6-3, 1-6, 6-3, 8-6      |
| 1971                      | Rod Laver              | Jan Kodeš              | 7-5, 6-3, 6-3           |
| ↓ Circuito Grand Prix ↓   |                        |                        |                         |
| 1972                      | Manuel Orantes         | Jan Kodeš              | 4-6, 6-1, 7-5, 6-2      |
| 1973                      | Ilie Năstase           | Manuel Orantes         | 6-1, 6-1, 6-1           |
| 1974                      | Björn Borg             | Ilie Năstase           | 6-3, 6-4, 6-2           |
| 1975                      | Raúl Ramírez           | Manuel Orantes         | 7-6, 7-5, 7-5           |
| 1976                      | Adriano Panatta        | Guillermo Vilas        | 2-6, 7-6, 6-2, 7-6      |
| 1977                      | Vitas Gerulaitis       | Antonio Zugarelli      | 6-2, 7-6, 3-6, 7-6      |
| 1978                      | Björn Borg             | Adriano Panatta        | 1-6, 6-3, 6-1, 4-6, 6-3 |
| 1979                      | Vitas Gerulaitis       | Guillermo Vilas        | 6-7, 7-6, 6-7, 6-4, 6-2 |
| 1980                      | Guillermo Vilas        | Yannick Noah           | 6-0, 6-4, 6-4           |
| 1981                      | José Luis Clerc        | Víctor Pecci           | 6-3, 6-4, 6-0           |
| 1982                      | Andrés Gómez           | Eliot Teltscher        | 6-2, 6-3, 6-2           |
| 1983                      | Jimmy Arias            | José Higueras          | 6-2, 6-7, 6-1, 6-4      |
| 1984                      | Andrés Gómez           | Aaron Krickstein       | 2-6, 6-1, 6-2, 6-2      |
| 1985                      | Yannick Noah           | Miloslav Mečíř         | 6-3, 3-6, 6-2, 7-6      |
| 1986                      | Ivan Lendl             | Emilio Sánchez Vicario | 7-5, 4-6, 6-1, 6-1      |
| 1987                      | Mats Wilander          | Martín Jaite           | 6-3, 6-4, 6-4           |
| 1988                      | Ivan Lendl             | Guillermo Pérez-Roldán | 2-6, 6-4, 6-2, 4-6, 6-4 |
| 1989                      | Alberto Mancini        | Andre Agassi           | 6-3, 4-6, 2-6, 7-6, 6-1 |
| ↓ ATP Tour Masters 1000 ↓ |                        |                        |                         |
| 1990                      | Thomas Muster          | Andréi Chesnokov       | 6-1, 6-3, 6-1           |
| 1991                      | Emilio Sánchez Vicario | Alberto Mancini        | 6-3, 6-1, 3-0, ret.     |
| 1992                      | Jim Courier            | Carlos Costa           | 7-6, 6-0, 6-4           |
| 1993                      | Jim Courier            | Goran Ivanišević       | 6-1, 6-2, 6-2           |
| 1994                      | Pete Sampras           | Boris Becker           | 6-1, 6-2, 6-2           |
| 1995                      | Thomas Muster          | Sergi Bruguera         | 3-6, 7-6, 6-2, 6-3      |
| 1996                      | Thomas Muster          | Richard Krajicek       | 6-2, 6-4, 3-6, 6-3      |
| 1997                      | Àlex Corretja          | Marcelo Ríos           | 7-5, 7-5, 6-3           |
| 1998                      | Marcelo Ríos           | Albert Costa           | ret.                    |
| 1999                      | Gustavo Kuerten        | Patrick Rafter         | 6-4, 7-5, 7-6           |
| 2000                      | Magnus Norman          | Gustavo Kuerten        | 6-3, 4-6, 6-4, 6-4      |
| 2001                      | Juan Carlos Ferrero    | Gustavo Kuerten        | 3-6, 6-1, 2-6, 6-4, 6-2 |
| 2002                      | Andre Agassi           | Tommy Haas             | 6-3, 6-3, 6-0           |
| 2003                      | Félix Mantilla         | Roger Federer          | 7-5, 6-2, 7-6           |
| 2004                      | Carlos Moyá            | David Nalbandian       | 6-3, 6-3, 6-1           |
| 2005                      | Rafael Nadal           | Guillermo Coria        | 6-4, 3-6, 6-3, 4-6, 7-6 |
| 2006                      | Rafael Nadal           | Roger Federer          | 6-7, 7-6, 6-4, 2-6, 7-6 |
| 2007                      | Rafael Nadal           | Fernando González      | 6-2, 6-2                |
| 2008                      | Novak Djokovic         | Stanislas Wawrinka     | 4-6, 6-3, 6-3           |
| 2009                      | Rafael Nadal           | Novak Djokovic         | 7-6, 6-2                |
| 2010                      | Rafael Nadal           | David Ferrer           | 7-5, 6-2                |
| 2011                      | Novak Djokovic         | Rafael Nadal           | 6-4, 6-4                |
| 2012                      | Rafael Nadal           | Novak Djokovic         | 7-5, 6-3                |
| 2013                      | Rafael Nadal           | Roger Federer          | 6-1, 6-3                |
| 2014                      | Novak Djokovic         | Rafael Nadal           | 4-6, 6-3, 6-3           |
| 2015                      | Novak Djokovic         | Roger Federer          | 6-4, 6-3                |
| 2016                      | Andy Murray            | Novak Djokovic         | 6-3, 6-3                |
| 2017                      | Alexander Zverev       | Novak Djokovic         | 6-4, 6-3                |
| 2018                      | Rafael Nadal           | Alexander Zverev       | 6-1, 1-6, 6-3           |
| 2019                      | Rafael Nadal           | Novak Djokovic         | 6-0, 4-6, 6-1           |
| 2020                      | Novak Djokovic         | Diego Schwartzman      | 7-5, 6-3                |
| 2021                      | Rafael Nadal           | Novak Djokovic         | 7-5, 1-6, 6-3           |
| 2022                      | Novak Djokovic         | Stefanos Tsitsipas     | 6-0, 7-6(5)             |
| 2023                      | Daniil Medvédev        | Holger Rune            | 7-5, 7-5                |
| 2024                      | Alexander Zverev       | Nicolás Jarry          | 6-4, 7-5                |
| 2025                      | Carlos Alcaraz         | Jannik Sinner          | 7-6(5), 6-1             |

### Individual femenino
| Año  | Campeona            | Subcampeona             | Resultado        |
| ---- | ------------------- | ----------------------- | ---------------- |
| 1970 | Billie Jean King    | Julie Heldman           | 6-1, 6-3         |
| 1971 | Virginia Wade       | Helga Masthoff          | 6-4, 6-4         |
| 1972 | Linda Tuero         | Olga Morozova           | 6-4, 6-3         |
| 1973 | Evonne Goolagong    | Chris Evert             | 7-6, 6-0         |
| 1974 | Chris Evert         | Martina Navratilova     | 6-3, 6-3         |
| 1975 | Chris Evert         | Martina Navratilova     | 6-1, 6-0         |
| 1976 | Mima Jaušovec       | Lesley Hunt             | 6-1, 6-3         |
| 1977 | Janet Newberry      | Renata Tomanova         | 6-3, 7-6         |
| 1978 | Regina Maršíková    | Virginia Ruzici         | 7-5, 7-5         |
| 1979 | Tracy Austin        | Sylvia Hanika           | 6-4, 1-6, 6-3    |
| 1980 | Chris Evert         | Virginia Ruzici         | 5-7, 6-2, 6-2    |
| 1981 | Chris Evert         | Virginia Ruzici         | 6-1, 6-2         |
| 1982 | Chris Evert         | Hana Mandlíková         | 6-0, 6-2         |
| 1983 | Andrea Temesvari    | Bonnie Gadusek          | 6-1, 6-0         |
| 1984 | Manuela Maleeva     | Chris Evert             | 6-3, 6-3         |
| 1985 | Raffaella Reggi     | Vicki Nelson-Dunbar     | 6-4, 6-4         |
| 1986 | No celebrado        | No celebrado            | No celebrado     |
| 1987 | Steffi Graf         | Gabriela Sabatini       | 7-5, 4-6, 6-0    |
| 1988 | Gabriela Sabatini   | Helen Kelesi            | 6-1, 6-7, 6-1    |
| 1989 | Gabriela Sabatini   | Arantxa Sánchez Vicario | 6-2, 5-7, 6-4    |
| 1990 | Monica Seles        | Martina Navratilova     | 6-1, 6-1         |
| 1991 | Gabriela Sabatini   | Monica Seles            | 6-3, 6-2         |
| 1992 | Gabriela Sabatini   | Monica Seles            | 7-5, 6-4         |
| 1993 | Conchita Martínez   | Gabriela Sabatini       | 7-5, 6-1         |
| 1994 | Conchita Martínez   | Martina Navratilova     | 7-6, 6-4         |
| 1995 | Conchita Martínez   | Arantxa Sánchez Vicario | 6-3, 6-1         |
| 1996 | Conchita Martínez   | Martina Hingis          | 6-2, 6-3         |
| 1997 | Mary Pierce         | Conchita Martínez       | 6-4, 6-0         |
| 1998 | Martina Hingis      | Venus Williams          | 6-3, 2-6, 6-3    |
| 1999 | Venus Williams      | Mary Pierce             | 6-4, 6-2         |
| 2000 | Monica Seles        | Amélie Mauresmo         | 6-2, 7-6         |
| 2001 | Jelena Dokić        | Amélie Mauresmo         | 7-6, 6-1         |
| 2002 | Serena Williams     | Justine Henin           | 7-6, 6-4         |
| 2003 | Kim Clijsters       | Amélie Mauresmo         | 3-6, 7-6, 6-0    |
| 2004 | Amélie Mauresmo     | Jennifer Capriati       | 3-6, 6-3, 7-6    |
| 2005 | Amélie Mauresmo     | Patty Schnyder          | 2-6, 6-3, 6-4    |
| 2006 | Martina Hingis      | Dinara Sáfina           | 6-2, 7-5         |
| 2007 | Jelena Janković     | Svetlana Kuznetsova     | 7-5, 6-1         |
| 2008 | Jelena Janković     | Alizé Cornet            | 6-2, 6-2         |
| 2009 | Dinara Sáfina       | Svetlana Kuznetsova     | 6-3, 6-2         |
| 2010 | María José Martínez | Jelena Janković         | 7-6(5), 7-5      |
| 2011 | María Sharápova     | Samantha Stosur         | 6-2, 6-4         |
| 2012 | María Sharápova     | Na Li                   | 4-6, 6-4, 7-6(5) |
| 2013 | Serena Williams     | Victoria Azarenka       | 6-1, 6-3         |
| 2014 | Serena Williams     | Sara Errani             | 6-3, 6-0         |
| 2015 | María Sharápova     | Carla Suárez            | 4-6, 7-5, 6-1    |
| 2016 | Serena Williams     | Madison Keys            | 7-6(5), 6-3      |
| 2017 | Elina Svitólina     | Simona Halep            | 4-6, 7-5, 6-1    |
| 2018 | Elina Svitólina     | Simona Halep            | 6-0, 6-4         |
| 2019 | Karolína Plíšková   | Johanna Konta           | 6-3, 6-4         |
| 2020 | Simona Halep        | Karolína Plíšková       | 6-0, 2-1, ret.   |
| 2021 | Iga Świątek         | Karolína Plíšková       | 6-0, 6-0         |
| 2022 | Iga Świątek         | Ons Jabeur              | 6-2, 6-2         |
| 2023 | Elena Rybakina      | Anhelina Kalinina       | 6-4, 1-0, ret.   |
| 2024 | Iga Świątek         | Aryna Sabalenka         | 6-2, 6-3         |
| 2025 | Jasmine Paolini     | Coco Gauff              | 6-4, 6-2         |

### Dobles masculino
| Año                       | Campeones                           | Subcampeones                        | Resultado               |
| ------------------------- | ----------------------------------- | ----------------------------------- | ----------------------- |
| 1970                      | Ilie Năstase Ion Ţiriac             | William Bowrey Owen Davidson        | 11-9, 6-2, 10-8         |
| 1971                      | John Newcombe Tony Roche            | Andrés Gimeno Roger Taylor          | 6-2, 5-7, 6-4           |
| ↓ Circuito Grand Prix ↓   |                                     |                                     |                         |
| 1972                      | Ilie Năstase Ion Ţiriac             | Lew Hoad Frew McMillan              | 5-7, 6-3, 6-2           |
| 1973                      | John Newcombe Tom Okker             | Ross Case Geoff Masters             | 6-2, 6-3, 6-4           |
| 1974                      | Brian Gottfried Raúl Ramírez        | Juan Gisbert Ilie Năstase           | 6-3, 6-2, 6-3           |
| 1975                      | Brian Gottfried Raúl Ramírez        | Jimmy Connors Ilie Năstase          | 6-4, 7-6, 2-6, 6-1      |
| 1976                      | Brian Gottfried Raúl Ramírez        | Geoff Masters John Newcombe         | 7-6, 5-7, 6-3, 3-6, 6-3 |
| 1977                      | Brian Gottfried Raúl Ramírez        | Fred McNair Sherwood Stewart        | 6-7, 7-6, 7-5           |
| 1978                      | Víctor Pecci Belus Prajoux          | Jan Kodeš Tomáš Šmíd                | 6-7, 7-6, 6-1           |
| 1979                      | Peter Fleming Tomáš Šmíd            | José Luis Clerc Ilie Năstase        | 4-6, 6-1, 7-5           |
| 1980                      | Mark Edmondson Kim Warwick          | Balázs Taróczy Eliot Teltscher      | 7-6, 7-6                |
| 1981                      | Hans Gildemeister Andrés Gómez      | Bruce Manson Tomáš Šmíd             | 7-5, 6-2                |
| 1982                      | Heinz Günthardt Balázs Taróczy      | Wojtek Fibak John Fitzgerald        | 6-4, 4-6, 6-3           |
| 1983                      | Francisco González Víctor Pecci     | Jan Gunnarsson Mike Leach           | 6-4, 6-2                |
| 1984                      | Ken Flach Robert Seguso             | John Alexander Mike Leach           | 3-6, 6-3, 6-4           |
| 1985                      | Anders Järryd Mats Wilander         | Ken Flach Robert Seguso             | 4-6, 6-3, 6-2           |
| 1986                      | Guy Forget Yannick Noah             | Mark Edmondson Sherwood Stewart     | 7-6, 6-2                |
| 1987                      | Guy Forget Yannick Noah             | Miloslav Mečíř Tomáš Šmíd           | 6-2, 6-7, 6-3           |
| 1988                      | Jorge Lozano Todd Witsken           | Anders Järryd Tomáš Šmíd            | 6-3, 6-3                |
| 1989                      | Jim Courier Pete Sampras            | Danilo Marcelino Mauro Menezes      | 6-4, 6-3                |
| ↓ ATP Tour Masters 1000 ↓ |                                     |                                     |                         |
| 1990                      | Sergio Casal Emilio Sánchez         | Jim Courier Martin Davis            | 7-6, 7-5                |
| 1991                      | Omar Camporese Goran Ivanišević     | Luke Jensen Laurie Warder           | 6-2, 6-3                |
| 1992                      | Jakob Hlasek Marc Rosset            | Wayne Ferreira Mark Kratzmann       | 6-4, 3-6, 6-1           |
| 1993                      | Jacco Eltingh Paul Haarhuis         | Wayne Ferreira Mark Kratzmann       | 6-4, 7-6                |
| 1994                      | Yevgeny Kafelnikov David Rikl       | Wayne Ferreira Javier Sánchez       | 6-1, 7-5                |
| 1995                      | Cyril Suk Daniel Vacek              | Jan Apell Jonas Björkman            | 6-3, 6-4                |
| 1996                      | Byron Black Grant Connell           | Libor Pimek Byron Talbot            | 6-2, 6-3                |
| 1997                      | Mark Knowles Daniel Nestor          | Byron Black Alex O'Brien            | 6-3, 4-6, 7-5           |
| 1998                      | Mahesh Bhupathi Leander Paes        | Ellis Ferreira Rick Leach           | 6-4, 4-6, 7-6           |
| 1999                      | Ellis Ferreira Rick Leach           | David Adams John-Laffnie De Jager   | 6-7, 6-1, 6-2           |
| 2000                      | Martin Damm Dominik Hrbatý          | Wayne Ferreira Yevgeny Kafelnikov   | 6-4, 4-6, 6-3           |
| 2001                      | Wayne Ferreira Yevgeny Kafelnikov   | Daniel Nestor Sandon Stolle         | 6-4, 7-6                |
| 2002                      | Martin Damm Cyril Suk               | Wayne Black Kevin Ullyett           | 7-5, 7-5                |
| 2003                      | Wayne Arthurs Paul Hanley           | Michaël Llodra Fabrice Santoro      | 7-5, 7-6                |
| 2004                      | Mahesh Bhupathi Max Mirnyi          | Wayne Arthurs Paul Hanley           | 1-6, 6-4, 7-6           |
| 2005                      | Michaël Llodra Fabrice Santoro      | Bob Bryan Mike Bryan                | 7-5, 6-4                |
| 2006                      | Mark Knowles Daniel Nestor          | Jonathan Erlich Andy Ram            | 4-6, 6-4, [10-6]        |
| 2007                      | Fabrice Santoro Nenad Zimonjić      | Bob Bryan Mike Bryan                | 6-4, 6-7, [10-7]        |
| 2008                      | Bob Bryan Mike Bryan                | Daniel Nestor Nenad Zimonjić        | 3-6, 6-4, [10-8]        |
| 2009                      | Daniel Nestor Nenad Zimonjić        | Bob Bryan Mike Bryan                | 7-6(5), 6-3             |
| 2010                      | Bob Bryan Mike Bryan                | John Isner Sam Querrey              | 6-2, 6-3                |
| 2011                      | John Isner Sam Querrey              | Mardy Fish Andy Roddick             | ret.                    |
| 2012                      | Marcel Granollers Marc López        | Łukasz Kubot Janko Tipsarević       | 6-3, 6-2                |
| 2013                      | Bob Bryan Mike Bryan                | Mahesh Bhupathi Rohan Bopanna       | 6-2, 6-3                |
| 2014                      | Daniel Nestor Nenad Zimonjić        | Robin Haase Feliciano López         | 6-4, 7-6(2)             |
| 2015                      | Pablo Cuevas David Marrero          | Marcel Granollers Marc López        | 6-4, 7-5                |
| 2016                      | Bob Bryan Mike Bryan                | Vasek Pospisil Jack Sock            | 2-6, 6-3, [10-7]        |
| 2017                      | Pierre-Hugues Herbert Nicolas Mahut | Ivan Dodig Marcel Granollers        | 4-6, 6-4, [10-3]        |
| 2018                      | Juan Sebastián Cabal Robert Farah   | Pablo Carreño João Sousa            | 3-6, 6-4, [10-4]        |
| 2019                      | Juan Sebastián Cabal Robert Farah   | Raven Klaasen Michael Venus         | 6-1, 6-3                |
| 2020                      | Marcel Granollers Horacio Zeballos  | Jérémy Chardy Fabrice Martin        | 6-4, 5-7, [10-8]        |
| 2021                      | Nikola Mektić Mate Pavić            | Rajeev Ram Joe Salisbury            | 6-4, 7-6(4)             |
| 2022                      | Nikola Mektić Mate Pavić            | John Isner Diego Schwartzman        | 6-2, 6-7(6), [12-10]    |
| 2023                      | Hugo Nys Jan Zieliński              | Robin Haase Botic van de Zandschulp | 7-5, 6-1                |
| 2024                      | Marcel Granollers Horacio Zeballos  | Marcelo Arévalo Mate Pavić          | 6-2, 6-2                |
| 2025                      | Marcelo Arévalo Mate Pavić          | Sadio Doumbia Fabien Reboul         | 6-4, 6-7(6), [13-11]    |

### Dobles femenino
| Año  | Campeonas                                    | Subcampeonas                              | Resultado           |
| ---- | -------------------------------------------- | ----------------------------------------- | ------------------- |
| 1980 | Hana Mandlíková Renáta Tomanová              | Ivanna Madruga Adriana Villagrán          | 6-4, 6-4            |
| 1981 | Candy Reynolds Paula Smith                   | Chris Evert-Lloyd Virginia Ruzici         | 7-5, 6-1            |
| 1982 | Kathleen Horvath Yvonne Vermaak              | Billie Jean King Ilana Kloss              | 2-6, 6-4, 7-6       |
| 1983 | Virginia Ruzici Virginia Wade                | Ivanna Madruga Catherine Tanvier          | 6-3, 2-6, 6-1       |
| 1984 | Iva Budařová Helena Suková                   | Kathleen Horvath Virginia Ruzici          | 7-6(5), 1-6, 6-4    |
| 1985 | Sandra Cecchini Raffaella Reggi              | Patrizia Murgo Barbara Romanò             | 6-1, 5-7, 7-5       |
| 1986 | No celebrado                                 | No celebrado                              | No celebrado        |
| 1987 | Martina Navrátilová Gabriela Sabatini        | Claudia Kohde-Kilsch Helena Suková        | 6-4, 6-1            |
| 1988 | Jana Novotná Catherine Suire                 | Jenny Byrne Janine Thompson               | 6-3, 4-6, 7-5       |
| 1989 | Elizabeth Smylie Janine Thompson             | Manon Bollegraf Mercedes Paz              | 6-4, 6-3            |
| 1990 | Helen Kelesi Monica Seles                    | Laura Garrone Laura Golarsa               | 6-3, 6-4            |
| 1991 | Jennifer Capriati Monica Seles               | Nicole Bradtke Elna Reinach               | 7-5, 6-2            |
| 1992 | Monica Seles Helena Suková                   | Katerina Maleeva Barbara Rittner          | 6-1, 6-2            |
| 1993 | Jana Novotná Arantxa Sánchez Vicario         | Mary Joe Fernández Zina Garrison-Jackson  | 6-4, 6-2            |
| 1994 | Mary Joe Fernández Natasha Zvereva           | Gabriela Sabatini Brenda Schultz-McCarthy | 6-1, 6-3            |
| 1995 | Mary Joe Fernández Natasha Zvereva           | Conchita Martínez Patricia Tarabini       | 4-6, 7-6(3), 6-4    |
| 1996 | Arantxa Sánchez Vicario Irina Spîrlea        | Gigi Fernández Martina Hingis             | 6-4, 3-6, 6-3       |
| 1997 | Nicole Arendt Manon Bollegraf                | Conchita Martínez Patricia Tarabini       | 6-2, 6-4            |
| 1998 | Virginia Ruano Paola Suárez                  | Amanda Coetzer Arantxa Sánchez Vicario    | 7-6(1), 6-4         |
| 1999 | Martina Hingis Anna Kournikova               | Alexandra Fusai Nathalie Tauziat          | 6-2, 6-2            |
| 2000 | Lisa Raymond Rennae Stubbs                   | Arantxa Sánchez Vicario Magüi Serna       | 6-3, 4-6, 6-2       |
| 2001 | Cara Black Elena Likhovtseva                 | Paola Suárez Patricia Tarabini            | 6-1, 6-1            |
| 2002 | Virginia Ruano Paola Suárez                  | Conchita Martínez Patricia Tarabini       | 6-3, 6-4            |
| 2003 | Svetlana Kuznetsova Martina Navrátilová      | Jelena Dokić Nadia Petrova                | 6-4, 5-7, 6-2       |
| 2004 | Nadia Petrova Meghann Shaughnessy            | Virginia Ruano Paola Suárez               | 2-6, 6-3, 6-3       |
| 2005 | Cara Black Liezel Huber                      | Maria Kirilenko Anabel Medina             | 6-0, 4-6, 6-1       |
| 2006 | Daniela Hantuchová Ai Sugiyama               | Květa Peschke Francesca Schiavone         | 3-6, 6-3, 6-1       |
| 2007 | Nathalie Dechy Mara Santangelo               | Tathiana Garbin Roberta Vinci             | 6-4, 6-1            |
| 2008 | Yung-Jan Chan Chia-Jung Chuang               | Iveta Benešová Janette Husárová           | 7-6(5), 6-3         |
| 2009 | Su-Wei Hsieh Shuai Peng                      | Daniela Hantuchová Ai Sugiyama            | 7-5, 7-6(5)         |
| 2010 | Gisela Dulko Flavia Pennetta                 | Nuria Llagostera María José Martínez      | 6-4, 6-2            |
| 2011 | Shuai Peng Jie Zheng                         | Vania King Yaroslava Shvédova             | 6-2, 6-3            |
| 2012 | Sara Errani Roberta Vinci                    | Ekaterina Makarova Elena Vesnina          | 6-2, 7-5            |
| 2013 | Su-Wei Hsieh Shuai Peng                      | Sara Errani Roberta Vinci                 | 4-6, 6-3, [10-8]    |
| 2014 | Květa Peschke Katarina Srebotnik             | Sara Errani Roberta Vinci                 | 4-0, ret.           |
| 2015 | Tímea Babos Kristina Mladenovic              | Martina Hingis Sania Mirza                | 6-4, 6-3            |
| 2016 | Martina Hingis Sania Mirza                   | Ekaterina Makarova Elena Vesnina          | 6-1, 6-7(5), [10-3] |
| 2017 | Yung-Jan Chan Martina Hingis                 | Ekaterina Makarova Elena Vesnina          | 7-5, 7-6(4)         |
| 2018 | Ashleigh Barty Demi Schuurs                  | Andrea Hlaváčková Barbora Strýcová        | 6-3, 6-4            |
| 2019 | Victoria Azarenka Ashleigh Barty             | Anna-Lena Grönefeld Demi Schuurs          | 4-6, 6-0, [10-3]    |
| 2020 | Su-Wei Hsieh Barbora Strýcová                | Anna-Lena Friedsam Ioana Raluca Olaru     | 6-2, 6-2            |
| 2021 | Sharon Fichman Giuliana Olmos                | Kristina Mladenovic Markéta Vondroušová   | 4-6, 7-5, [10-5]    |
| 2022 | Veronika Kudermétova Anatasia Pavlyuchenkova | Gabriela Dabrowski Giuliana Olmos         | 1-6, 6-4, [10-7]    |
| 2023 | Storm Hunter Elise Mertens                   | Coco Gauff Jessica Pegula                 | 6-4, 6-4            |
| 2024 | Sara Errani Jasmine Paolini                  | Coco Gauff Erin Routliffe                 | 6-3, 4-6, [10-8]    |
| 2025 | Sara Errani Jasmine Paolini                  | Veronika Kudermetova Elise Mertens        | 6-4, 7-5            |

## Ganadores múltiples en individuales

### Masculino
| Jugador          | Títulos | Subtítulos | Años campeonatos                                           | Años subcampeonatos                |
| ---------------- | ------- | ---------- | ---------------------------------------------------------- | ---------------------------------- |
| Rafael Nadal     | 10      | 2          | 2005, 2006, 2007, 2009, 2010, 2012, 2013, 2018, 2019, 2021 | 2011, 2014                         |
| Novak Djokovic   | 6       | 6          | 2008, 2011, 2014, 2015, 2020, 2022                         | 2009, 2012, 2016, 2017, 2019, 2021 |
| Thomas Muster    | 3       | -          | 1990, 1995, 1996                                           |                                    |
| Ilie Năstase     | 2       | 1          | 1970, 1973                                                 | 1974                               |
| Alexander Zverev | 2       | 1          | 2017, 2024                                                 | 2018                               |
| Björn Borg       | 2       | -          | 1974, 1978                                                 |                                    |
| Vitas Gerulaitis | 2       | -          | 1977, 1979                                                 |                                    |
| Andrés Gómez     | 2       | -          | 1982, 1984                                                 |                                    |
| Ivan Lendl       | 2       | -          | 1986, 1988                                                 |                                    |
| Jim Courier      | 2       | -          | 1992, 1993                                                 |                                    |

### Femenino
| Jugadora          | Títulos | Subtítulos | Años campeonatos             | Años subcampeonatos |  |
| ----------------- | ------- | ---------- | ---------------------------- | ------------------- |  |
| Chris Evert       | 5       | 2          | 1974, 1975, 1980, 1981 ,1981 | 1973, 1984          |  |
| Gabriela Sabatini | 4       | 2          | 1988, 1989, 1991, 1992       | 1987, 1993          |  |
| Conchita Martínez | 4       | 1          | 1993, 1994, 1995, 1996       | 1997                |  |
| Serena Williams   | 4       | -          | 2002, 2013, 2014, 2016       |                     |  |
| María Sharápova   | 3       | -          | 2011, 2012, 2015             |                     |  |
| Iga Świątek       | 3       | -          | 2021, 2022, 2024             |                     |  |
| Amélie Mauresmo   | 2       | 3          | 2004, 2005                   | 2000, 2001, 2003    |  |
| Mónica Seles      | 2       | 2          | 1990, 2000                   | 1991, 1992          |  |
| Martina Hingis    | 2       | 1          | 1998, 2006                   | 1996                |  |
| Jelena Janković   | 2       | 1          | 2007, 2008                   | 2010                |  |
| Elina Svitolina   | 2       | -          | 2017, 2018                   |                     |  |